# Justus Sustermans

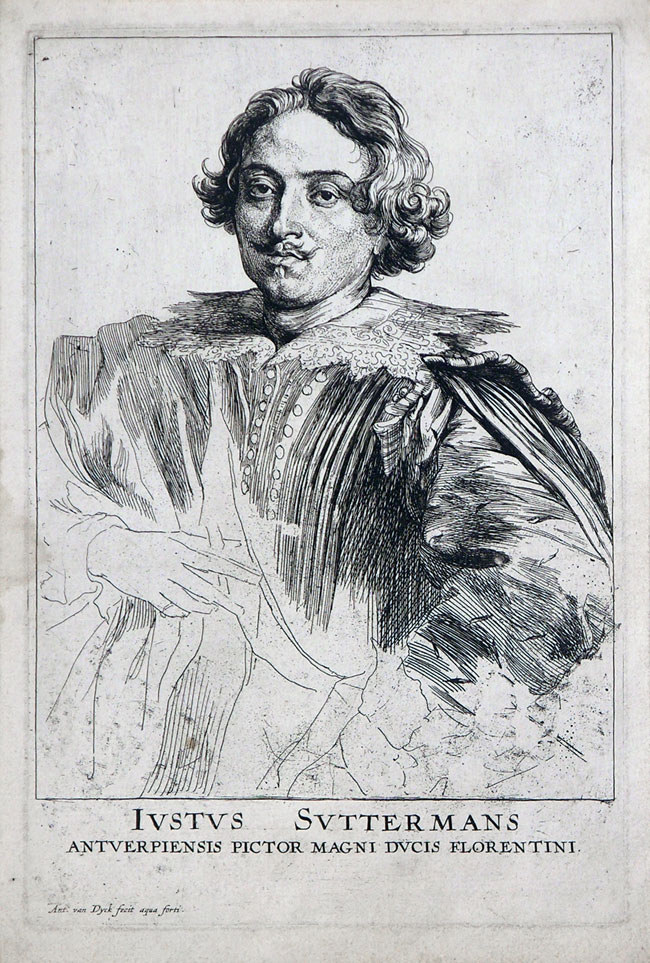
Justus Sustermans, door Anthony van Dyck.

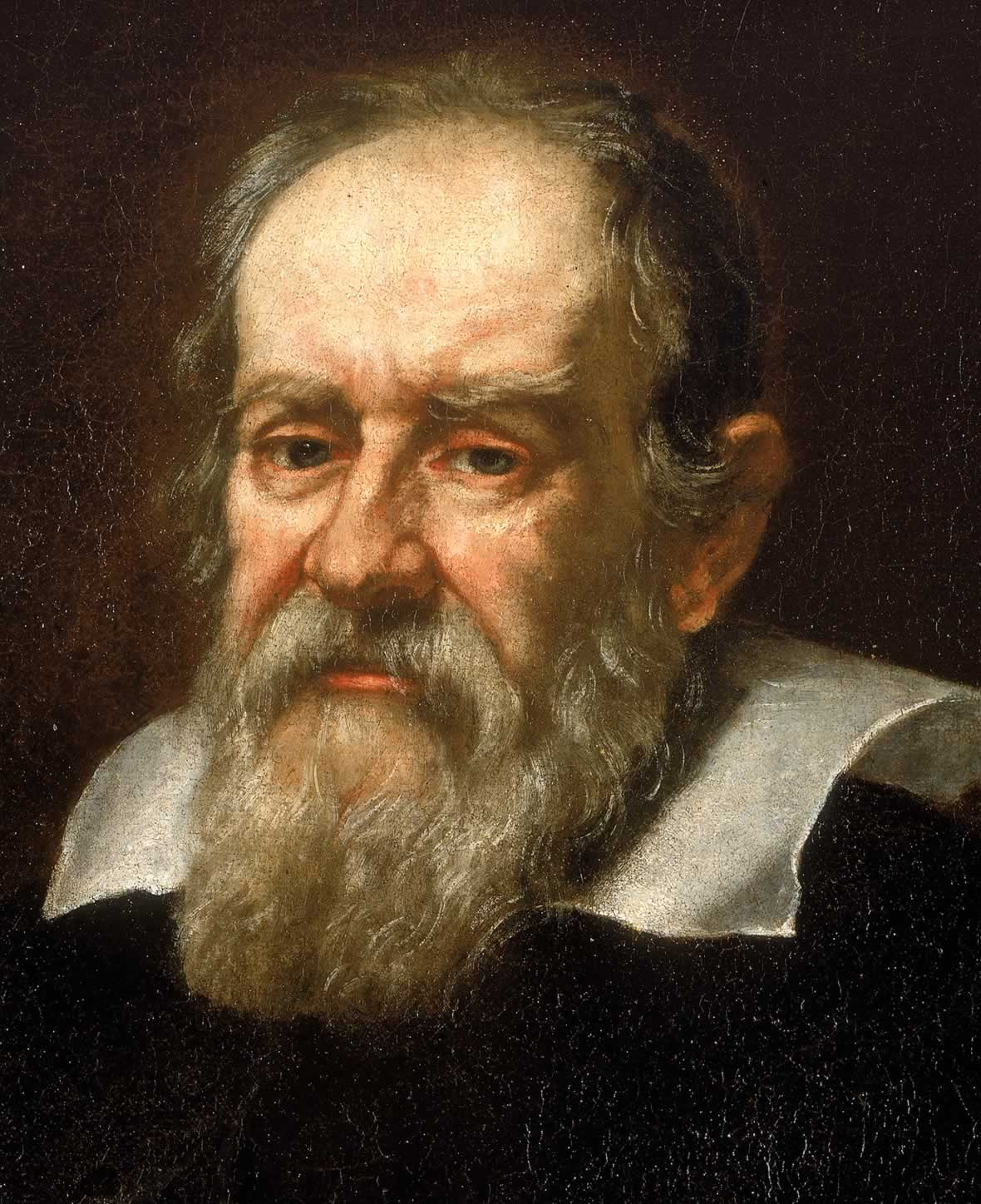
Sustermans' portret van Galileo Galilei.

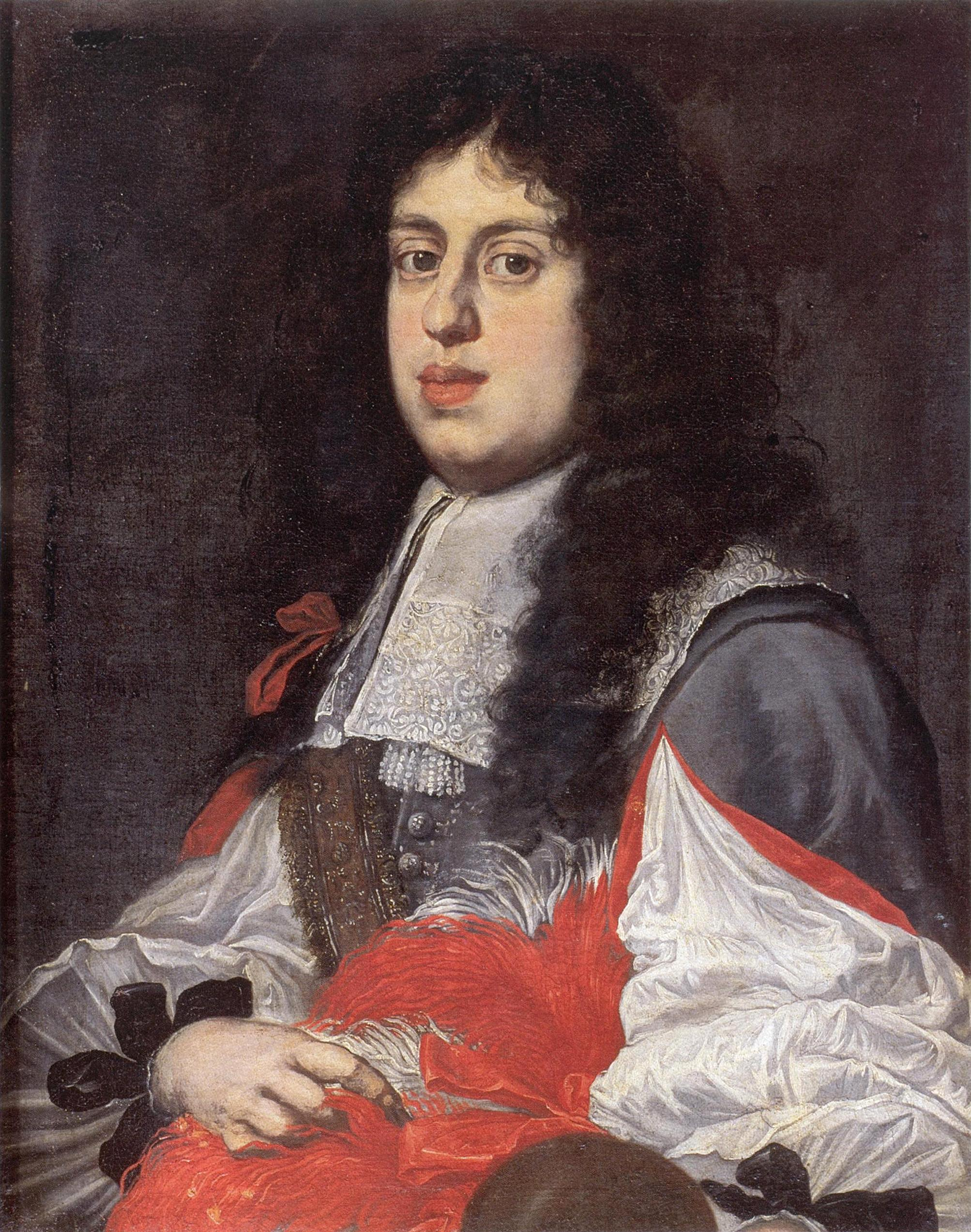
Portret van Cosimo III de' Medici (1660)

Justus Sustermans (ook bekend als Giusto Sustermans) (Antwerpen, 28 september 1597 – Florence, 23 april 1681) was een Brabants schilder uit de barok die vooral werkzaam was in Italië.

## Biografie
Hij werd in Antwerpen geboren en studeerde eerst bij Willem de Vos (een neef van de schilder Maerten de Vos), wiens assistent hij werd in 1609.  Hij verbleef daarna drie en een half jaar (periode 1616-1619) in Parijs.  waar hij studeerde bij en samenwerkte met Frans Pourbus de Jongere. Hij werd uiteindelijk uitgenodigd naar Florence  onder het patronage van de Medici familie en werd hun hofschilder in 1621.  Hij bracht de rest van zijn carrière door in dienst van de Medici, en schilderde in verschillende Italiaanse steden, alsmede in Innsbruck en Wenen.

## Werken
Sustermans is vooral bekend om zijn portretten van de familie de Medici geschilderd in zijn hoedanigheid als hofschilder.  Sustermans' portretten documenteren drie generaties van de Medici familie. Hij schilderde ook portretten van andere vooraanstaanden uit Florence. Hij bestudeerde in Florence portrettisten zoals de Italiaan Guercino, de Spanjaard Diego Velázquez en de Fransman Pierre Mignard. In Italië werd hij ook beïnvloed door de Venetiaanse schilders.  Tijdens zijn leven stond hij bekend als de beste portretschilder in Italië.  Hij schilderde ook historische en religieuze schilderijen.
Zijn werk hangt in het Palazzo Pitti en de Uffizi in Florence, en in veel andere musea doorheen de wereld. Ook in het rijksmuseum in Amsterdam hangen werken van hem.
- Biblioteca Nacional de España: XX5214785
- Bibliothèque nationale de France: cb12162454c (data)
- Biografisch Portaal: 38503999
- Stuttgart Database of Scientific Illustrators 1450–1950: 7927
- Gemeinsame Normdatei: 119241161
- International Standard Name Identifier: 0000 0000 6631 2710
- KulturNav: ed7b89d6-7c50-486a-9f88-718b5eab3f12
- Library of Congress Control Number: nr2003005370
- Nationale Bibliotheek van Israël: 987007283682805171
- Nederlandse Thesaurus van Auteursnamen: 069739811
- RKD-Nederlands Instituut voor Kunstgeschiedenis: 76099
- Istituto Centrale per il Catalogo Unico: CFIV238722
- SNAC: w6x71knj
- Système universitaire de documentation: 030151007
- Union List of Artist Names: 500022236
- Virtual International Authority File: 44338265
- WorldCat: E39PBJyGV3G7T6cRbgjw7PfrMP